# ماریسیا نایکیتیک
ماریسیا نایکیتیک (انگلیسی: Marysia Nikitiuk; ۱۹۸۶ (۳۸–۳۹ سال) – ) کارگردان، فیلمنامه‌نویس و داستان‌نویس اوکراینی است.

## سنین جوانی و تحصیل
نایکیتیک در سال ۱۹۸۶ به دنیا آمد. او در مؤسسه روزنامه‌نگاری دانشگاه ملی تاراس شوچنکو تحصیل کرد و در سال ۲۰۰۷ فارغ‌التحصیل شد. او سپس مدرک کارشناسی ارشد خود را در رشته تئاتر و سینما از دانشگاه تلویزیون ملی کیف، با تمرکز بر تئاتر ژاپنی دریافت کرد.

## فعالیت
نیکیتیوک فیلم «دختر خوش شانس» (۲۰۲۱) را کارگردانی کرد و مجموعه ای از داستان‌های کوتاه به نام The Abyss را در سال ۲۰۱۶ منتشر کرد که برنده جایزه بین‌المللی ادبی اولس اولیاننکو شد.